# Veronica Lake
Veronica Lake, geboren als Constance Frances Marie Ockelman (New York, 14 november 1922 - Burlington (Vermont), 7 juli 1973) was een Amerikaanse actrice en pin-upmodel.

## Biografie
In 1938 nam Lake acteerlessen en haar carrière begon niet veel later al. In 1939 had ze een kleine rol in de film Sorority House. Tijdens de opnamen voor die film ontdekte regisseur John Farrow dat haar haar altijd haar rechteroog bedekte en raakte geïnteresseerd in haar mysterieuze uitstraling. Hij stelde haar voor aan Paramount Pictures-producent Arthur Hornblow Jr., die haar de artiestennaam Veronica Lake gaf. In 1941 kreeg ze een contract bij Paramount.
Lake kreeg in 1941 een bijrol in I Wanted Wings. Hoewel haar rol klein was, vertelden critici dat Lake uiteindelijk de show stal. Nadat ze in dat jaar ook nog een bijrol had in Hold Back the Dawn, kreeg ze bijna alleen nog maar hoofdrollen in films.
Lake speelde vooral in films noirs en werd vaak gecast naast Alan Ladd. Haar haardracht werd populair en werd door velen gekopieerd. Hoewel ze populair was, stond Lake erom bekend dat het moeilijk was met haar samen te werken. Ook dronk ze veel en werd ze later alcoholist. Haar contract bij Paramount werd hierdoor niet vernieuwd in 1948.
Lake kreeg in de jaren 50 een carrière in de televisieindustrie, maar nadat ze haar enkel brak, moest ze stoppen. Ze ging steeds meer achteruit, zowel mentaal als fysiek. Er werd paranoia geconstateerd in de jaren 60.
Lake stierf in 1973 aan een leverontsteking.

## Filmografie
- Bibsys: 99008910
- Biblioteca Nacional de España: XX1266399
- Bibliothèque nationale de France: cb141959024 (data)
- Catàleg d'autoritats de noms i títols de Catalunya: 981058507688606706
- Gemeinsame Normdatei: 133974669
- International Standard Name Identifier: 0000 0001 1621 7421
- Library of Congress Control Number: n83068934
- Nationale Bibliotheek van Tsjechië: xx0161023
- Nationale Bibliotheek van Israël: 987007458875605171
- Nederlandse Thesaurus van Auteursnamen: 155927205
- LIBRIS: 252446
- SNAC: w6g28vgh
- Système universitaire de documentation: 05916090X
- Virtual International Authority File: 37126929
- WorldCat: E39PBJrm39rJ8f4yYV6P8y9v73